# Kaliban o Setebosie czyli naturalna teologia na wyspie

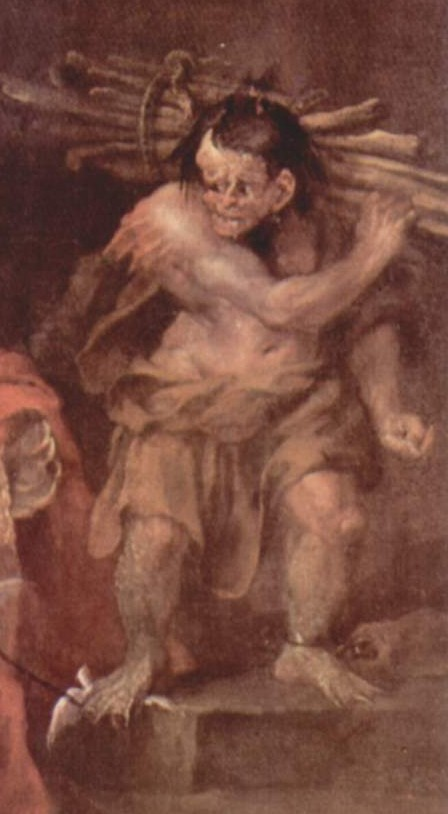
William Hogarth, Kaliban. Ilustracja do "Burzy" Williama Szekspira

Kaliban o Setebosie czyli naturalna teologia na wyspie (ang. Caliban upon Setebos; or Natural Theology in the Island) – poemat dziewiętnastowiecznego angielskiego poety Roberta Browninga. Utwór wchodzi w skład tomiku Dramatis Personae wydanego w 1864. Bohaterem wiersza jest Kaliban, postać wzięta z dramatu Williama Szekspira Burza. Utwór jest monologiem dramatycznym. Stanowi wypowiedź Kalibana o Setebosie, którego uważa za swoje bóstwo i swojego stwórcę. Poemat jest napisany wierszem białym (blank verse), metrum typowym dla monologów dramatycznych. W utworze Browning porusza problemy teologiczne. Poemat został opatrzony mottem z psalmów Dawida: Thou thoughtest that I was altogether such a one as thyself.
Setebos, Setebos, and Setebos!

Thinketh, He dwelleth i' the cold o' the moon.

Thinketh He made it, with the sun to match,

But not the stars; the stars came otherwise;

Only made clouds, winds, meteors, such as that:

Also this isle, what lives and grows thereon,

And snaky sea which rounds and ends the same.
Omawiany wiersz przełożył na język polski Tomasz Kubikowski. Przekład został opublikowany w czasopiśmie "Znak" w 1990.